# Tess von Piekartz
Tess von Piekartz (* 24. Juli 1992 in Ootmarsum) ist eine niederländische Volleyballspielerin.

## Volleyballkarriere
Tess von Piekartz war in ihrer Jugend beim heimatlichen Set-up '65 Ootmarsum aktiv. 2010 wechselte sie in die A-League zu Heutink Pollux Oldenzaal, mit dem sie niederländischer Vizemeister wurde. Von 2011 bis 2015 spielte die Zuspielerin in der deutschen Bundesliga beim USC Münster. Danach wechselte sie zum Ligakonkurrenten Rote Raben Vilsbiburg und 2016 in die Schweiz zu Sm’Aesch Pfeffingen. Hier wurde sie 2017, 2018 und 2019 nationale Vizemeisterin. Tess von Piekartz spielte 40 Mal in der niederländischen Nationalmannschaft.

## Privatleben
Tess von Piekartz ist mit dem deutschen Radrennfahrer Marcel Kittel verheiratet und wohnt seit Ende Oktober 2021 in ihrem Geburtsort Ootmarsum. Bis dahin wohnten sie in Kreuzlingen am Schweizer Ufer des Bodensees. Die beiden haben einen gemeinsamen Sohn (* 2019) und zwei gemeinsame Töchter (* 2021 und * 2024).